# بخش مای کاین
بخش مای کاین (به تایلندی: ไม้แก่น) بخشی از استان پاتانی تایلند است. این بخش دارای ۴ دهستان به شرح زیر است:
| شماره. | نام            | تایلندی     | تعداد روستا | جمعیت |  |
| ------ | -------------- | ----------- | ----------- | ----- |  |
| ۱.     | سای تونگ       | ไทรทอง      | ۵           | ۴٬۳۶۹ |  |
| ۲.     | مای کاین       | ไม้แก่น       | ۴           | ۱٬۸۲۲ |  |
| ۳.     | تالو کرای تونگ | ตะโละไกรทอง | ۴           | ۲٬۳۳۱ |  |
| ۴.     | دان سای        | ดอนทราย     | ۴           | ۲٬۷۴۷ |  |